# Morfologisk analys
Morfologi betyder formlära. Morfologisk analys (eller rättare sagt, Allmän morfologisk analys) syftar till att bringa reda i – ge form åt – komplexa sammanhang där många faktorer samspelar med varandra på ett svåröverskådligt sätt. Inom MA arbetar man med begrepp och bedömningar, inte med siffror och ekvationer. De problemkomplex som lämpar sig för MA kännetecknas av att de innehåller många olika dimensioner – tekniska, ekonomiska, etiska, politiska, sociala faktorer – som måste behandlas samtidigt. Dessa problemkomplex är starkt olinjära och kan inte behandlas matematiskt på ett meningsfullt sätt. Orsakssamband är oftast så komplicerade att de inte går att reda ut och osäkerheterna är stora. 
MA utvecklades på 1930-talet av den schweiziske astrofysikern professor Fritz Zwicky som var verksam vid California Institute of Technology (Caltech) i USA. Datorstödd morfologisk analys utvecklades av Dr. Tom Ritchey vid FOI under 1990-talet.
Det synliga resultatet av en morfologisk analys är ett eller flera morfologiska fält. Ett morfologiskt fält är en strukturerad beskrivning i form av problemkomplexets viktigaste faktorer och deras olika tillstånd. Ett morfologiskt fält byggs upp i en iterativ process bestående av en analys–syntescykel. I analysfasen bryts problemkomplexet ned i sina beståndsdelar. Först identifieras problemkomplexets viktigaste dimensioner. Dimensionerna omvandlas sedan till variabler genom att ett antal möjliga värden (tillstånd) definieras för var och en av dem. I syntesfasen sätts tillstånd samman till helheter (lösningar). Slutligen används parametrar för att utforska lösningsrymden.